# せつなくて
『せつなくて』は、2010年10月20日に発売された松尾一彦通算6作目のアルバム。

## 解説
2009年のライブCD「星くず」に次ぐリリースとなる本作は、オフコース時代のセルフ・カヴァー2曲とソロ作品2曲を収録したミニ・アルバム。
タイトルトラック「せつなくて」は、アルバム『We are』収録曲のセルフ・カヴァー。ピアノに小田和正が参加、小田にとってはオフコース解散後初めての元メンバーとのコラボレーション作品となった。元々この曲をセルフカヴァ―したいと考えていた松尾は、リズミカルなアレンジだったオリジナルのアレンジ・テイクを気に入っていたものの、当時のマルチを使って、というわけにはいかなかったため、好きだと言って憚らない小田独特のピアノアレンジ・ピアノプレイ(松尾曰く「小田節」)をバックに歌うことにした。小田からの正式な承諾を得ると、早速ピアノの音源データや細かい注文、微調整について小田・松尾間でメールでのやり取りが行われ、その後ガット・ギターを入れてみたり(小田の繊細なピアノプレイをギターの音が殺してしまうため断念)、本来転調していた部分を転調させずに展開する(結局編集でその部分のキーを上げた)などの試行錯誤を経て、ピアノとストリングスにボーカルのみというバラード・アレンジとして完成した。
「哀しき街」は、アルバム『I LOVE YOU』収録曲のセルフ・カヴァー。近年のライブ・アレンジが元になっている。演奏には、松尾のライブ・メンバーに加え、同じくオフコースの元メンバー清水仁がコーラスで参加。松尾によれば、最近の自分の音楽をいい感じで表現出来た作品に仕上がっているという。
「激しい雨」は、2003年発売のソロ・アルバム『Yesterdays』収録曲の、アレンジが大きく異なる別ミックス。松尾は「個人的には洗練されていないところが大好きな作品」だという。
「街」は、1990年発表のソロ・アルバム『Breath』収録曲のセルフ・カヴァー。「せつなくて」同様、ピアノとストリングスにボーカルのみのバラードにリアレンジされている。
「哀しき街」はイントロのガット・ギターがカットされたラジオ・ミックス。松尾曰く「ラジオでエアプレイしやすいかな? という僕の勝手な思い込みのトラック」だという。

## 収録曲
作曲：松尾一彦
1. せつなくて
  - 作詞：大間仁世・松尾一彦
2. 哀しき街
  - 作詞：小田和正
3. 激しい雨 (Another Mix Version)
  - 作詞：直枝政太郎
4. 街
  - 作詞：直枝政太郎
5. 哀しき街 (Radio Mix)
6. せつなくて (Karaoke)

## クレジット
| Song 1「せつなくて」                                                             |
| 松尾一彦：Vocal, Gut Guitar                                                      |
| 小田和正：Piano, Piano Arrangement                                               |
| 西込加久見：Strings Arrangement, Programming                                     |
| 工藤美穂：Violin, Viola                                                          |
|                                                                                  |
| Song 2「哀しき街」                                                               |
| 松尾一彦：Vocal, Gut Guitar                                                      |
| 竹田元：Piano, E.Piano, Chorus                                                   |
| 園山光博：Alto Sax                                                               |
| 渡辺茂：Wood Bass                                                                |
| 仙道さおり：Cajon, Conga, Bongo, Cabasa, Triangle, Cymbal, Wind Chime, Bell Tree |
| 佐野聡：Tambourine, Giro, Claves                                                 |
| 伊里矢純：Chorus                                                                 |
| 清水仁：Chorus                                                                   |
|                                                                                  |
| Song 3「激しい雨」(Another Mix Version)                                          |
| 松尾一彦：Vocal, E.Guitars, Chorus                                               |
| 重久義明：Keyboards                                                              |
| 清水仁：Bass                                                                     |
| 城間[Ringo]正博：Drums, Percussion                                               |
|                                                                                  |
| Song 4「街」                                                                     |
| 松尾一彦：Vocal, Gut Guitar                                                      |
| 竹田元：Piano                                                                    |
| Nick DeCaro：Strings Arrangement                                                 |
| 西込加久見：Strings Programming                                                  |
|                                                                                  |
| Song 5「哀しき街」(Radio Mix)                                                    |
| Song 6「せつなくて」(Karaoke)                                                    |
|                                                                                  |
| Produced by Kazuhiko Matsuo                                                      |
| Directed, Recorded, Mixed & Mastered by Kakumi Nishigomi [Studio Adamants Tokyo] |
|                                                                                  |
| Except [Song 3] Recorded by Shiro Kimura                                         |
| Recorded at Aobadai Studio                                                       |
| Art Direction & Design : Ippei Onoe [Studio MANOMANA]                            |
| Photography : Akiko Kobayashi                                                    |
|                                                                                  |
| KAZUMASA ODA by the courtesy of Ariola Japan Inc.                                |